# Camden (Nova Jersey)
Camden és una ciutat de l'estat de Nova Jersey dels Estats Units d'Amèrica. Forma part del comtat de Camden i és la ciutat més gran del comtat. Segons el cens del 2006, té una població de 79.318 habitants.